# Enseignantes juives orthodoxes
 (juin 2024).
Si vous disposez d'ouvrages ou d'articles de référence ou si vous connaissez des sites web de qualité traitant du thème abordé ici, merci de compléter l'article en donnant les références utiles à sa vérifiabilité et en les liant à la section « Notes et références ».
 Enseignantes juives orthodoxes représentent des femmes juives orthodoxes du XXe siècle, originaires de différents pays, qui ont contribué à la formation juive par l'enseignement et les publications. Elles ont eu une influence importante et bénéfique qui continue de nos jours. Elles ont eu un rôle de pionnière.

## Liste d'enseignantes juives orthodoxes
- Sarah Schenirer (1883-1935), créatrice du mouvement Beth Yaakov, en Pologne
- Nehama Leibowitz (1905-1997), Bibliste et enseignante, en Israël.
- Esther Jungreis, créatrice du Mouvement Hineni et une leader dans le domaine du Kiruv, aux États-Unis.
- Liliane Ackermann (1938-2007), auteur et enseignante juive en France.